# Obrium semiformosanum abirui
Obrium semiformosanum abirui es una subespecie de escarabajo longicornio del género Obrium, categorizada en la tribu Obriini, de la subfamilia Cerambycinae. Fue descrita por Niisato & Takakuwa en 1996.

## Descripción
Mide 4,1 mm de longitud.

## Distribución
Se distribuye por Japón.